# Uroš II.
Uroš II. bio je veliki župan Srbije (Raška), a poznat je i kao Prvoslav (Првослав). Uroš (Урош) je vladao od 1145. do 1161.
Otac Uroša II. bijaše župan Uroš I., a majka Ana Diogen. Mađarsko-hrvatska kraljica Jelena bila je sestra Uroša II., a braća Uroševa bijahu Desa i ban Beloš. Svi su pripadali porodici Vukanović. Uroš je bio ujak mađarskih kraljeva te šurjak Bele Ugarskoga.
Izvori koji opisuju pohode cara Manuela I. spominju Uroša. Genealozi su iznijeli teorije o podrijetlu Uroševe majke, koja je možda bila iz Carigrada.
Ime Uroš najvjerojatnije je izvedeno iz mađarske riječi úr — „princ”, što se na slavenske jezike prevodi kao Prvoslav ili Primislav.